# Dietrich Schulze
Dietrich Schulze (* 10. August 1940; † 17. Dezember 2008 in Mellendorf) war ein deutscher Pferdezüchter und Reitsportmäzen.

## Leben
Dietrich Schulze betrieb in seiner Jugend Turnsport und kam erst spät zum Pferdesport. Während seiner aktiven Laufbahn war er Springreiter und wirkte anschließend als Ausbilder beim Reitverein Deutschlandhalle in Berlin. Im Jahre 1987 heiratete er die Springreiterin Madeleine Winter. Die Eheleute Schulze betrieben eine erfolgreiche Pferdezucht. 1994 konnte der Bundestrainer der deutschen Springreiter, Herbert Meyer, Schulze, der zu diesem Zeitpunkt die Zucht von Spitzenpferden einstellen wollte, als Züchter und Mäzen für Ludger Beerbaum gewinnen. Nachfolgend stattete Schulze auch Isabell Werth, Marco Kutscher, Bettina Hoy und Ina Saalbach-Müller mit teils selbstgezüchteten, teils angekauften Pferden aus.
Aus der Zucht von Dietrich Schulze entstammen auch die Hengste Quincey, auf dem Marco Kutscher im Jahre 2005 in Warendorf den Titel bei den Sechsjährigen erzielte, und der von Philipp Weishaupt gerittene Cockney. Markus Beerbaum ritt mit Franziska und Graf ebenfalls zwei erfolgreiche Pferde aus der Schulzeschen Zucht. Zudem wirkte Schulze zusammen mit seiner Frau als Mäzen des deutschen Springreitsports und war Schirmherr mehrerer Springreitturniere, so zum Beispiel des Großen Preises von Isernhagen. Die Eheleute Schulze lebten auf dem früheren Hof von Hartwig Steenken in Mellendorf. 